# Craterul Presqu'île
Presqu'île este un crater de impact meteoritic situat în Quebec, Canada. 

## Date generale
Acesta măsoară 24 km în diametru, iar vârsta sa este estimată la mai puțin de 500 milioane ani (Cambrian sau mai devreme). Craterul este expus la suprafață.